# Cheilymenia
Cheilymenia Boud. (rzęsek) – rodzaj grzybów z typu workowców (Ascomycota).

## Systematyka i nazewnictwo
Pozycja w klasyfikacji według Index Fungorum: Pyronemataceae, Pezizales, Pezizomycetidae, Pezizomycetes, Pezizomycotina, Ascomycota, Fungi.
Synonim: Coprobia Boud.
Gatunki występujące w Polsce:
- Cheilymenia coprinaria (Cooke) Boud. 1907
- Cheilymenia crucipila (Cooke & W. Phillips) Le Gal ex Denison 1964 – rzęsek skąporzęsy
- Cheilymenia fimicola (Bagl.) Dennis 1978
- Cheilymenia granulata (Bull.) J. Moravec 1990 – tzw. nawozówka bydlęca[3]
- Cheilymenia parvispora J. Moravec 1994[4]
- Cheilymenia pulcherrima (P. Crouan & H. Crouan) Boud. 1907
- Cheilymenia stercorea (Pers.) Boud. 1907
- Cheilymenia theleboloides (Alb. & Schwein.) Boud. 1907 – rzęsek jasnożółty
- Cheilymenia vitellina (Pers.) Dennis 1960

Nazwy naukowe na podstawie Index Fungorum. Wykaz gatunków według M.A. Chmiel (bez przypisów) oraz Karasińskiego i in. (oznaczony przypisem). Nazwy polskie na podstawie rekomendacji Komisji ds. Polskiego Nazewnictwa Grzybów przy Polskim Towarzystwie Mykologicznym.